# Автотор
Автотор — підприємство з виробництва автомобілів в Калінінградській області. Засноване в 1996 році. У 2008 році був одним з найбільших підприємств в Росії по виробництву і складання легкових автомобілів марок — BMW, Chevrolet, Hummer, Kia.
У 2006 році обіймав 69 місце в списку 200 найбільших російських приватних компаній за версією журналу Forbes. Виручка компанії за 2011 рік склала близько 4 млрд євро (за власними оцінками.